# Dumaniant
Antoine-Jean Bourlin, dit Dumaniant, né le 11 avril 1752 à Clermont-Ferrand et mort le 24 septembre 1828 dans l'ancien 6e arrondissement de Paris, est un comédien, auteur dramatique et goguettier français
D'abord avocat, il est comédien à Paris jusqu'en 1798, puis entrepreneur breveté des spectacles de province.
En 1802, il fait partie de la goguette parisienne des Déjeuners des Garçons de bonne humeur.

## Œuvres
Théâtre
- Le Médecin malgré tout le monde, comédie en 3 actes, en prose, Paris, théâtre du Palais-Royal, 20 février 1786
- Le Dragon de Thionville, fait historique en 1 acte et en prose, Paris, théâtre du Palais-Royal, 26 juillet 1786
- Guerre ouverte, ou Ruse contre ruse, comédie en 3 actes et en prose, Paris, théâtre du Palais-Royal, 4 octobre 1786
- La Nuit aux avantures, comédie en 3 actes et en prose, Paris, théâtre du Palais-Royal, 7 février 1787
- Les Intrigants, ou Assaut de fourberies, comédie en 3 actes et en prose, Paris, théâtre du Palais-Royal, 6 août 1787
- La Belle Esclave, ou Valcour et Zéïla, comédie en 1 acte et en prose, mêlée d'ariettes, musique de Philidor, Paris, théâtre des Petits Comédiens de Mgr le Comte de Beaujolais, 18 septembre 1787
- L'Amant femme-de-chambre, comédie en prose et en 1 acte, Paris, théâtre du Palais-Royal, 8 novembre 1787
- La Loi de Jatab, ou le Turc à Paris, comédie en vers et en 1 acte, Paris, théâtre du Palais-Royal, 1787
- Urbélise et Lanval, ou la Journée aux aventures, comédie-féerie en 3 actes et en prose, Paris, théâtre du Palais-Royal, 30 avril 1788.
- Les Deux cousins, ou les Français à Séville, comédie en 3 actes, en prose, Paris, théâtre du Palais-Royal, 22 juillet 1788
- L'Honnête homme, ou le Rival généreux, comédie en 3 actes et en vers, Paris, théâtre du Palais-Royal, 5 février 1789
- Le Secret découvert, ou l'Arrivée du maître, comédie en un acte et en prose, Versailles, théâtre Montansier, 24 février 1789
- Ricco, comédie en 2 actes et en prose, Paris, théâtre du Palais-Royal, 26 novembre 1789
- La Double Intrigue, ou l'Aventure embarrassante, comédie en 2 actes et en prose, Paris, théâtre du Palais-Royal, 10 juillet 1790
- La Vengeance, tragédie en 5 actes et en vers, Paris, Théâtre-Français, 26 novembre 1791 Texte en ligne
- La Journée difficile, ou les Femmes rusées, comédie en 3 actes et en prose, Paris, théâtre des Variétés, 19 novembre 1792 Texte en ligne
- Beaucoup de bruit pour rien, comédie en trois actes et en prose, imitée de Calderon, Paris, théâtre des Variétés, 25 février 1793
- Isaure et Gernance, ou les Réfugiés religionnaires, comédie en 3 actes, en prose, Paris, théâtre de la Cité, 6 novembre 1794
- Les Ruses déjouées, comédie en prose et en 3 actes, Paris, théâtre de la Cité-Variétés, 14 novembre 1798
- Le Duel de Bambin, comédie en 1 acte et en prose, mêlée d'ariettes, musique du citoyen Tomeoni, Paris, théâtre Montansier, 20 juin 1800
- Les Calvinistes, ou Villars à Nîmes, comédie historique en 1 acte, en prose, avec Pigault-Lebrun, Paris, théâtre Français de la République, 29 décembre 1800
- Henri et Perrine, comédie en 1 acte et en prose, imitée du danois, Paris, théâtre de l'Ambigu-Comique, 5 février 1801
- L'Hermite de Saverne, tableau en mélodrame des mœurs du XIVe siècle, en 3 actes, en prose, avec Henri-Joseph Thüring de Ryss, musique d'Alexandre Piccinni, Paris, théâtre de la Porte-Saint-Martin, 16 juin 1803
- Brisquet et Jolicœur, comédie-vaudeville en 1 acte, avec Servière, Paris, théâtre Montansier, 22 janvier 1804
- Soyez plutôt maçon, comédie en 1 acte, en prose, Paris, théâtre de la Porte-Saint-Martin, 2 avril 1804
- Les Français en Alger, mélodrame en 2 actes, en prose, musique d'Alexandre Piccinni fils, Paris, théâtre de la Porte-Saint-Martin, 28 avril 1804
- L'Adroite ingénue, ou la Porte secrète, comédie en 3 actes en vers, imitée de Calderon, avec Marc-Antoine Désaugiers, Paris, théâtre de la Porte-Saint-Martin, 3 septembre 1805
- L'Espiègle et le dormeur, ou le Revenant du château de Beausol, comédie en 3 actes et en prose, imitée de l'allemand, Paris, théâtre de l'Impératrice, 28 juin 1806
- L'Homme en deuil de lui-même, comédie en 1 acte et en prose, avec Charles Henrion, Paris, théâtre de l'Impératrice, 15 août 1806
- La Famille des badauds, comédie en 1 acte, imitée de l'anglais, Paris, théâtre des Variétés-Étrangères, 7 mars 1807
- L'Hôtelier de Milan, comédie en 3 actes, imitée de l'espagnol d'Antonio de Solis, Paris, théâtre des Variétés-Étrangères, 5 juin 1807
- Les Folles raisonnables, comédies en 2 actes, imitée de l'anglais de George Farquhar [The Inconstant], Paris, théâtre des Variétés-Étrangères, 13 juin 1807
- Grotius, ou le fort de Loevesteen, mélodrame historique en trois actes et à spectacle, musique d'Adrien Quaisain, Paris, théâtre de l'Ambigu-Comique, 20 mars 1810
- La Femme de 20 ans, comédie en 3 actes et en vers, Paris, théâtre de l'Impératrice, 22 octobre 1811
- Qui des deux a raison ? ou la Leçon de danse, comédie en 1 acte et en vers, Paris, théâtre de l'Impératrice, 28 septembre 1813

Varia
- Les Amours et aventures d'un émigré (1797)
- Herclès, poème en 3 chants, suivi de la Création de la femme (1804)
- Trois mois de ma vie, ou l'Histoire de ma famille (3 volumes, 1811)
- Des Moyens de prévenir la décadence de l'art du comédien et d'assurer le sort de ceux qui exercent cet art (1813)
- De la situation des théâtres dans les départements (1823)

## Sources
- Geneviève Lafrance, « L’émigré à la porte. Risques et revers de l’hospitalité chez Dumaniant », Theatrum Historiae, no 4, 2009, p. 59-73.  (ISSN 1802-2502) [lire en ligne]